# Certima miligina
Certima miligina är en fjärilsart som beskrevs av Paul Dognin 1923. Certima miligina ingår i släktet Certima och familjen mätare. Inga underarter finns listade i Catalogue of Life.